# Fritz Fischer (sciatore)
Friedrich Fischer detto Fritz (Kelheim, 22 settembre 1956) è un ex biatleta e allenatore di biathlon tedesco.
Fino alla riunificazione tedesca (1990) ha gareggiato per la nazionale tedesca occidentale.

## Biografia

### Carriera nel biathlon
Il suo più grande successo è stato vincere la medaglia d'oro nella staffetta 4 x 7,5 km ai XVI Giochi olimpici invernali di Albertville 1992 con Ricco Groß, Jens Steinigen e Mark Kirchner. Oltre alle molteplici medaglie alle Olimpiadi e ai Mondiali, nella stagione 1987-1988 ha vinto la coppa di cristallo che aveva solamente sfiorato l'anno prima arrivando 2º alle spalle di Frank-Peter Roetsch.
In carriera ha preso parte a quattro edizioni dei Giochi olimpici invernali, Lake Placid 1980 (27° in sprint), Sarajevo 1984 (7° in individuale, 8° in sprint, 3° in staffetta), Calgary 1988 (23° in individuale, 12° in sprint, 2° in staffetta) e Albertville 1992 (1° in staffetta).

### Carriera da allenatore
Fischer, oltre essere stato un biatleta di successo, ha ottenuto grandi soddisfazioni anche in qualità di assistente allenatore della nazionale tedesca maschile fino al 2007. In seguito ha avviato una scuola di biathlon a Ruhpolding.

## Palmarès

### Olimpiadi
- 3 medaglie:
  - 1 oro (staffetta ad Albertville 1992)
  - 1 argento (staffetta a Calgary 1988)
  - 1 bronzo (staffetta a Sarajevo 1984)

### Mondiali
- 7 medaglie:
  - 2 ori (staffetta a Lahti 1991; gara a squadre[2] a Borovec 1993)
  - 2 argenti (staffetta a Lahti 1981; gara a squadre a Feistritz 1989)
  - 3 bronzi (staffetta a Egg am Etzl/Ruhpolding 1985; staffetta a Lake Placid 1987; individuale[2] a Feistritz 1989)

### Coppa del Mondo
- Vincitore della Coppa del Mondo nel 1988
- 10 podi (9 individuali, 1 a squadre[3]), oltre a quelli conquistati in sede iridata e validi anche ai fini della Coppa del Mondo:
  - 5 vittorie  (individuali)
  - 4 secondi posti  (individuali)
  - 1 terzo posto  (a squadre)

#### Coppa del Mondo - vittorie
| Data             | Località   | Nazione  | Spec. |
| ---------------- | ---------- | -------- | ----- |
| 10 gennaio 1987  | Borovec    | Bulgaria | SP    |
| 24 gennaio 1987  | Ruhpolding | Germania | SP    |
| 17 dicembre 1987 | Hochfilzen | Austria  | IN    |
| 16 marzo 1989    | Steinkjer  | Norvegia | IN    |
| 18 marzo 1989    | Steinkjer  | Norvegia | SP    |

Legenda:

IN = Individuale

SP = Sprint

## Riconoscimenti
Nel 2006 la Bayerischer Sportpreis gli ha conferito il premio "Ambasciatore dello Sport bavarese".